# Nur Amirull Fakhruddin Mazuki
Amirul Fakhruddin Marzuki Nur (né le 24 janvier 1992) est un coureur cycliste malaisien, membre de l'équipe Terengganu.

## Palmarès sur route
- 2013
  - CFI International race 1, Mumbai
  - 2e du CFI International race 3, Dehli
  - 2e du championnat de Malaisie sur route
  - 3e du championnat de Malaisie du contre-la-montre
- 2015
  -  Champion de Malaisie sur route
  - 4e étape du Tour de Bornéo
- 2017
  - 1re étape du Jelajah Malaysia
- 2019
  - Tour de Siak : 
    - Classement général
    - 1re étape

  - 3e étape du Tour de la Péninsule
  - 3e du Tour de Hokkaido
- 2023
  -  Médaillé d'or de la course en ligne aux Jeux d'Asie du Sud-Est
  -  Médaillé d'argent du critérium des Jeux d'Asie du Sud-Est

## Classements mondiaux
| Année                                 | 2011 | 2012 | 2013 | 2014 | 2015 | 2016  | 2017  | 2018  | 2019 | 2020 | 2021 | 2022  | 2023  | 2024  |
| ------------------------------------- | ---- | ---- | ---- | ---- | ---- | ----- | ----- | ----- | ---- | ---- | ---- | ----- | ----- | ----- |
| Classement mondial                    |      |      |      |      |      | 2569e | 2190e | 2278e | 492e | nc   | nc   | 1254e | 1624e | 1086e |
| UCI Asia Tour                         | 139e | nc   | 50e  | 49e  | 42e  | 586e  | 390e  | 451e  | 14e  | nc   | nc   | 88e   | nc    | nc    |
|                                       |      |      |      |      |      |       |       |       |      |      |      |       |       |       |
| Légende : nc = non classéSource : UCI |      |      |      |      |      |       |       |       |      |      |      |       |       |       |